# Tlephusa cincinna
Tlephusa cincinna là một loài ruồi trong họ Tachinidae.